# سید محمد خامنه‌ای
سید محمد حسینی خامنه‌ (زاده ۳ دی ۱۳۱۴ در مشهد) معروف به سید محمد خامنه‌ای حقوقدان، مجتهد و مدرس دانشگاه ایرانی است که هم‌اکنون به عنوان رئیس بنیاد حکمت اسلامی صدرا، مدرس دانشگاه علامه طباطبایی، دانشکده روابط بین‌الملل و دانشگاه الزهرا و همچنین وکیل پایه یک دادگستری فعالیت می‌کند. او تا سال ۱۴۰۱ رئیس بنیاد ایران‌شناسی بود. وی برادر بزرگ‌تر سید علی خامنه‌ای و از تدوین‌کنندگان پیش‌نویس قانون اساسی جمهوری اسلامی ایران است.
محمد خامنه‌ای نماینده مشهد در دوره نخست مجلس خبرگان قانون اساسی بود. وی همچنین در دوره اول و دوم مجلس شورای اسلامی، به عنوان نماینده مشهد در مجلس حضور داشت.

## زندگی
سید محمد خامنه‌ای در ۳ دی ۱۳۱۴ در خانواده‌ای روحانی در مشهد به دنیا آمد. وی پسر سید جواد خامنه‌ای است و تحصیلات خود را در زادگاهش مشهد آغاز کرد. مدتی در مکتب‌خانه‌ای درس خواند و سپس به مدرسهٔ غیردولتی و عربی رفت و هم‌زمان با تحصیل در آن مدرسه، فراگیری علوم دینی را نزد پدر پی گرفت. در کنار آن به یادگیری تجوید و مفاهیم قرآن پرداخت. از آنجایی که پدرش علاقه داشت وی به کسوت روحانیت در آید، در دوازده‌سالگی لباس طلبگی پوشید و از آن به بعد کسب و فراگیری علوم دینی را در مدرسهٔ نواب در حوزهٔ علمیهٔ مشهد در نزد استادانی چون سید محمدهادی میلانی، شیخ هاشم قزوینی، میرزا جواد تهرانی و دیگر مدرسان حوزه ادامه داد. هم‌زمان با آن، دروس جدید را نیز فرا گرفت و دورهٔ دبیرستان را در همان سال‌ها به‌صورت متفرقه طی کرد و دیپلم گرفت و به فراگیری زبان‌های فرانسه و انگلیسی نیز همت گماشت. در سال ۱۳۳۴ به پیشنهاد برخی از علمای قم، عازم این شهر شد و در مدرسهٔ حجتیه و حوزهٔ علمیه قم به تکمیل تحصیلات دینی پرداخت و در کلاس استادانی چون سید حسین طباطبایی بروجردی و سید روح‌الله خمینی و مرتضی حائری یزدی دروس دینی و حوزوی را آموخت و فلسفه را نزد سید محمد حسین طباطبایی تحصیل کرد. سید محمد خامنه‌ای در سال ۱۳۴۳ در رشتهٔ حقوق قضایی به دانشکدهٔ حقوق دانشگاه تهران وارد شد و در ۱۳۴۷ مدرک کارشناسی حقوق قضایی را اخذ نمود.

## فعالیت‌های سیاسی

### قبل از انقلاب
سید محمد خامنه‌ای فعالیت‌های سیاسی را در فاصله سال‌های ۱۳۳۰ تا ۱۳۳۲ به همراه علی لطفیان سرگزی آغاز کرد و همزمان با ملی شدن صنعت نفت، مبارزات سیاسی خود را در راستای حمایت از ابوالقاسم کاشانی و پشتیبانی از جناح روحانیت، آغاز کرد. او چون مدافع و موافق ملی شدن صنعت نفت بود، این افکار را بین طلبه‌های مدرسه نواب اشاعه می‌داد و در بیشتر سخنرانی‌ها و میتینگ‌های نفتی شرکت می‌کرد. مدتی بعد از آن نیز به دلیل آشنایی با فداییان اسلام و نواب صفوی انگیزه فعالیت‌های سیاسی در او قوت بیشتری گرفت و زیر پوشش انجمنهای خیریه علوی (مرتضوی) و امثال آن، فعالیت سیاسی و مبارزاتی می‌کرد.
با شروع مبارزات روح‌الله خمینی، با آن همگام شد و گاهی نیز به نمایندگی از او، پیام‌ها و نامه‌های او را به مراجع مشهد می‌رساند. همچنین در قم با تشکیل گروه‌های مخفی مبارز در نشر و توزیع گسترده نوارهای سخنرانی و اعلامیه‌ها، در قم، تهران و مشهد کوشا بود که به خاطر آن تحت تعقیب ساواک قرار گرفت. با تشدید روند مبارزات گروه سری ۱۱ نفره را تشکیل دادند. گروه سری یازده نفره گروهی بودند که تحت پوشش اصلاح حوزه تلاش می‌کردند مرکزیتی برای مبارزه با رژیم به وجود آورند. افراد این جمعیت عبارت بودند از: سیدعلی خامنه‌ای، علی مشکینی، احمد آذری قمی، سید محمد خامنه‌ای، اکبر هاشمی رفسنجانی، مصباح یزدی، حسینعلی منتظری، عبدالرحیم شیرازی، مهدی حائری تهرانی، علی قدوسی و ابراهیم امینی. سید محمد خامنه‌ای مسئولیت تنظیم و تدوین اساسنامه گروه را برعهده داشت. او برای رعایت مسائل امنیتی، اساسنامه را به زبان عربی به نگارش درآورد. گروه مزبور پس از مدتی فعالیت، توسط ساواک شناسایی شد و برخی از اعضای آن دستگیر شدند.
محمد خامنه‌ای دوره خدمت سربازی خود را در سپاه دانش گذراند و پس از آن نیز تدریس در دبیرستان‌های تهران را پی گرفت. او در سال ۱۳۵۱ «مؤسسه تحقیقاتی حقوق اسلام» را به کمک عده‌ای از بازاریان و روحانیون قم تأسیس کرد، که در سال ۱۳۵۴ به دلیل دستگیری برخی از اعضای هیئت امناء، مؤسسه تعطیل شد. در همان سال‌ها وی به پیشنهاد مطهری برای احیای حسینیه ارشاد دعوت شد. در فاصله سال‌های ۱۳۵۶ و ۱۳۵۷ از سوی روحانیون قم، اعلامیه‌هایی برای محکوم کردن اقدامات رژیم پهلوی، صادر شد، که در مواردی سید محمد خامنه‌ای نیز از امضا کنندگان آن‌ها بشمار می‌آمد، که برای نمونه می‌توان به اعلامیه محکومیت سرکوب اعتصاب کارکنان شرکت نفت در سال ۱۳۵۷، اعلامیه روحانیت مبارز در محکومیت حمله رژیم پهلوی به حرم رضوی، امضای اعلامیه صادر شده از سوی روحانیت مبارز در تاسوعا و عاشورای سال ۱۳۵۷ در محکومیت اقدام رژیم در حمله به راهپیمایی‌های مردمی، اشاره کرد.

### شورای تدوین قانون اساسی
سید محمد خامنه‌ای که از اعضای شورای تدوین قانون اساسی جمهوری اسلامی ایران به فرمان سید روح‌الله خمینی در سال ۱۳۵۷ بود، در نگارش پیش‌نویس قانون اساسی با حسن حبیبی و دیگران نقش داشت. او پیش از سال ۱۳۵۷ یعنی حدود سال ۱۳۵۴ مؤسسهٔ تحقیقاتی حقوق اسلام را با مشارکت ۳۰ نفر از طلاب و سرمایه‌گذارهای بازار راه‌اندازی کرد و پس از آن وکیل دادگستری شد. هفته اول انقلاب، مدرسه رفاه با تمام تشکیلات دست وی بود. بعد در دادسرای انقلاب و مجلس خبرگان فعالیت داشت. وی پیش‌نویس طرح آزادسازی گروگان‌های آمریکایی در قرارداد الجزایر بین ایران و آمریکا را نیز نوشت.
وی اظهارنظر کرده بود:
ایران تنها کشوری است که به دور از دیکتاتوری و توسط مردم اداره می‌شود.

## مجلس خبرگان
سید محمد خامنه‌ای در انتخابات اولین دوره مجلس خبرگان قانون اساسی به نمایندگی از مشهد به مجلس خبرگان قانون اساسی راه یافت و در مجلس مزبور از طراحان اصول قانون اساسی بود. او از حامیان اضافه شدن اصل «ولایت فقیه» به پیش‌نویس قانون اساسی در مجلس خبرگان بود. همچنین تغییرات در اصول مربوط به سیستم اقتصادی و قضایی را حمایت کرده و طراح اصلی شورایعالی قضایی بود.

### نمایندگی مجلس و سؤال در مورد ماجرای مک فارلین
سید محمد خامنه‌ای در نخستین دوره مجلس شورای اسلامی از سوی مردم مشهد به مجلس راه یافت و به عنوان رئیس کمیسیون قضایی فعالیت کرد. او از نخستین مخالفان ابوالحسن بنی‌صدر رئیس‌جمهور وقت در مجلس بود. وی در جلسه بررسی عدم کفایت سیاسی ابوالحسن بنی‌صدر، در مخالفت با رئیس‌جمهور و گروه‌های مدافع او سخن گفت. او در دوره دوم مجلس شورای اسلامی هم بار دیگر نمایندگی از مشهد انتخاب شد.

محمد خامنه‌ای یکی از هشت نماینده مجلس بود، که پس از افشای ماجرای مک‌فارلین به این اتفاق اعتراض کرد و علی‌اکبر ولایتی وزیر خارجه وقت را مورد سؤال قرار داد. در بخشی از این سؤال آمده بود: 
شنیده می‌شود افرادی خارج از کادر وزارت امور خارجه با هیئت آمریکایی تماس گرفته و مذاکره نموده‌اند، لطفاً اعلام دارید که این افراد مأموریتی از جانب وزارت امور خارجه داشته‌اند یا خیر.
اما سؤال کنندگان با موضع‌گیری آیت‌الله خمینی در این مورد از پیگری سؤال منصرف شدند. با این حال محمد خامنه‌ای ۲۷ سال بعد و هنگام نامزدی اکبر هاشمی رفسنجانی برای انتخابات ریاست‌جمهوری ایران (۱۳۹۲) برای دومین بار، همان مطالب و سؤالات را تکرار کرد.

## ترور نافرجام
سال ۱۳۶۰ از جمله سال‌هایی است که شخصیت‌های زیادی در آن ترور شدند. در یکی از این ترورها، محمد خامنه‌ای، در ۲۰ دی ۱۳۶۰، به عنوان نماینده مشهد در مجلس شورای اسلامی، قصد عزیمت به مجلس را داشت که مورد حمله قرار گرفت. در این حادثه، وی بر اثر تیراندازی مهاجمان از ناحیه کمر جراحاتی برداشت، اما دو محافظ وی کشته شدند و افراد مسلح نیز با اتومبیل متواری شدند. در پی این سوء قصد، سید محمد خامنه‌ای مدتی در بیمارستان بستری شد.

## فعالیت‌های علمی
سید محمد خامنه‌ای پس از پایان دور دوم مجلس شورای اسلامی از عرصه فعالیت‌های سیاسی کناره‌گیری کرد. به تحقیق و پژوهش در امور فرهنگی، به‌ویژه فلسفه و حکمت اسلامی پرداخت و در سال ۱۳۷۸ با تأسیس بنیاد حکمت اسلامی صدرا فعالیت‌های علمی خود را در آن بنیاد متمرکز ساخت. بنیاد صدرا از جمله مراکزی است که دارای ردیف ثابت در بودجه سالانه کشور است. بنیاد حکمت اسلامی صدرا بخش‌های علمی متعددی دارد و حدود بیست سال از فعالیت آن می‌گذرد.
او علاوه بر فعالیت‌های علمی و پژوهشی، در دانشگاه علامه طباطبایی، دانشگاه روابط بین‌الملل (وزارت امور خارجه)، دانشگاه الزهرا و دانشگاه آزاد اسلامی نیز تدریس می‌نماید. از سید محمد خامنه‌ای آثاری اعم از تألیف، ترجمه و تصحیح، منتشر شده‌است.

## کتاب‌ها
| نام اثر                                       | نویسنده       | مترجم | نام نویسنده | سال       | زبان اصلی انگلیسی | زبان اصلی فرانسوی | زبان اصلی عربی | نام انتشارات           | محل نشر |
| اسرار زمین در قرآن                            | -             | آری   | -           | -         | آری               | -                 | -              | بی تا                  | تهران   |
| آیات برگزیده جلد ۱ و ۲                        | آری           | -     | -           | -         | -                 | -                 | -              | بعثت، بی تا            | تهران   |
| جلد چهار تفسیر المیزان                        | -             | آری   | -           | ۱۳۳۶–۱۳۷۶ | -                 | -                 | آری            | رجا                    | قم      |
| دین و دین باوری (خداشناسی)                    | آری           | -     | -           | ۱۳۵۰      | -                 | -                 | -              | بعثت                   | تهران   |
| بیمه در حقوق اسلام                            | -             | آری   | -           | ۱۳۵۹      | -                 | -                 | آری            | دفتر نشر فرهنگ اسلامی  | تهران   |
| حج از نگاه حقوق بین‌الملل                      | آری           | -     | -           | ۱۳۷۱      | -                 | -                 | -              | کیهان                  | تهران   |
| علی و صلح جهانی                               | آری           | -     | -           | ۱۳۷۷      | -                 | -                 | -              | آوای نور               | تهران   |
| المظاهر الالهیه ملاصدرا                       | مقدمه و تصحیح | آری   | -           | ۱۳۷۸      | -                 | -                 | آری            | بنیاد حکمت اسلامی صدرا | تهران   |
| زندگی، مکتب و شخصیت صدرالمتألهین              | آری           | -     | -           | ۱۳۷۹      | -                 | -                 | -              | بنیاد حکمت اسلامی صدرا | تهران   |
| سیر حکمت در ایران و جهان                      | آری           | -     | -           | ۱۳۸۰      | -                 | -                 | -              | بنیاد حکمت اسلامی صدرا | تهران   |
| علم قاضی                                      | آری           | -     | -           | ۱۳۸۲      | -                 | -                 | -              | تولید کتاب             | تهران   |
| الحکمه المتعالیه فی الاسفار الاربعه (جلد۱)    | -             | آری   | -           | ۱۳۸۳      | -                 | -                 | آری            | بنیاد حکمت اسلامی صدرا | تهران   |
| اقطاع؛ حقوق تقسیم اراضی دولتی                 | آری           | -     | -           | ۱۳۸۳      | -                 | -                 | -              | تولید کتاب             | تهران   |
| حکمت متعالیه ملاصدرا                          | آری           | -     | -           | ۱۳۸۳      | -                 | -                 |                | بنیاد حکمت اسلامی صدرا | تهران   |
| القواعد الفقهیه فی احادیث الکاظمیه            | آری           | -     | -           | ۱۳۸۴      | -                 | -                 | آری            | تولید کتاب             | تهران   |
| روح و نفس                                     | آری           | -     | -           | ۱۳۸۴      | -                 | -                 | -              | بنیاد حکمت اسلامی صدرا | تهران   |
| علم القاضی و مدی جوازه فی الأحکام             | آری           | -     | -           | ۱۳۸۳      | -                 | -                 | آری            | تولید کتاب             | تهران   |
| میرداماد                                      | آری           | -     | -           | ۱۳۸۴      | -                 | -                 | -              | بنیاد حکمت اسلامی صدرا | تهران   |
| فلسفه زن بودن؛ مقدمه‌ای بر حقوق زن             | آری           | -     | -           | ۱۳۸۵      | -                 | -                 | -              | بنیاد حکمت اسلامی صدرا | تهران   |
| ملاصدرا، هرمنوتیک و فهم کلام الهی             | آری           | -     | -           | ۱۳۸۵      | -                 | -                 | -              | بنیاد حکمت اسلامی صدرا | تهران   |
| انسان در گذرگاه هستی (۴جلد)                   | آری           | -     | -           | ۱۳۸۵      | -                 | -                 | -              | بنیاد حکمت اسلامی صدرا | تهران   |
| فریاد جرس؛ وصیتنامه امیرالمؤمنین امام علی (ع) | آری           | -     | -           | ۱۳۸۶      | -                 | -                 | -              | تولید کتاب             | تهران   |
| مالکیت عمومی                                  | آری           | -     | -           | ۱۳۸۶      | -                 | -                 | -              | تولید کتاب             | تهران   |
| «نکات و اسراری از اسرارالآیات ملاصدرا (مقدمه) | آری           | -     | -           | ۱۳۸۸      | -                 | -                 | -              | بنیاد حکمت اسلامی صدرا | تهران   |
| ویژگی‌های جهان بینی اسلامی                     | -             | آری   | سید قطب     | ۱۳۸۸      | -                 | -                 | آری            | تولید کتاب             | تهران   |
| «مقدمه بر تفسیر ملاصدرا» در ملاصدرا           | آری           | -     | -           | ۱۳۸۹      | -                 | -                 | آری            | تولید کتاب             | تهران   |
| تفسیر القرآن الکریم (جلد۱)                    | آری           | -     | -           | ۱۳۸۹      | -                 | -                 | -              | بنیاد حکمت اسلامی صدرا | تهران   |
| حقوق جزای عمومی، جلد اول: کلیات               | آری           | -     | -           | ۱۳۸۹      | -                 | -                 | -              | تولید کتاب             | تهران   |
| قرآن و حقایقی پیرامون آن                      | آری           | -     | -           | ۱۳۹۱      | -                 | -                 | -              | بنیاد حکمت اسلامی صدرا | تهران   |
| --------------------------------------------- | ------------- | ----- | ----------- | --------- | ----------------- | ----------------- | -------------- | ---------------------- | ------- |

## فعالیت‌های اجرایی
از مهم‌ترین فعالیت‌های اجرایی خامنه‌ای می‌توان به موارد زیر اشاره کرد:
1. صاحب امتیاز مجله مسایل ایران
2. رئیس انجمن بین‌المللی ملاصدرا
3. رئیس انجمن علمی تاریخ فلسفه ایران
4. رئیس بنیاد ایران‌شناسی
5. رئیس خانه حکمت و فلسفه ایران
6. عضویت در مؤسسه گفتگوی بین ادیان

## تجلیل از کوروش و ایران باستان
سید محمد خامنه‌ای تحقیقاتی دربارهٔ حکمت و فلسفه در ایران قبل از اسلام انجام داده‌است که در قالب کتاب «سیر حکمت در ایران و جهان» منتشر شده‌است. او پس از تصدی ریاست بنیاد ایران‌شناسی، در سخنانی تفسیری دینی از کوروش بیان کرد:
 در ایران قدیم، چه دولتهای آریایی و چه دولتهای بومی ایرانی (مثل ایلامی‌ها یا کاسپین‌های شمال یا تمدن‌های مانائی و نواحی مرکزی در کاشان و کرمان) همه، پایه‌گذار فرهنگهای غنی و تولید علم و هنر و نوعاً مروج توحید و اخلاق بوده‌اند؛ مثلاً کورش و فرزندش با جهاد فرهنگی به ظاهر نظامی خود، توحید را در بین‌النهرین و سومر و مصر و آتن (یونان) گسترش دادند و روحانیون آن زمان هم بزرگترین دانشمندان علوم مختلف و فیلسوفان عصر خود بودند.

## تهدید یکی از خویشاوندان منتقد به قتل
در برخی از منابع رسمی (و به گفته فروزان‌فر)، سید محمد خامنه‌ای و سید مجتبی خامنه‌ای در خطاب به فاطمه‌سلطان حسینی خامنه (خواهر بزرگ سید علی خامنه‌ای) نوه‌اش حمیدرضا فروزان‌فر را به دلیل کنشگری‌ها و موضع‌گیری‌های سیاسی، تهدید به مرگ کردند.